# 縁海
縁海（えんかい）とは、大陸周辺の海で、大洋の一部が島、列島、半島に囲まれ部分的に閉じた海のことを指す。反対に、大陸のみによって囲まれている海を地中海と呼ぶ。
海水の密度によって流れる地中海と違って、縁海では大洋のように風による海流が流れている。
太平洋・インド洋の縁海の多くは、海洋プレートの沈み込み作用の影響で形成されたといわれている。

## 縁海の一覧
- 太平洋の縁海
  - ベーリング海（アリューシャン列島で隔たれる）
  - 日本海（日本列島）
  - オホーツク海（千島列島）
  - 黄海（朝鮮半島）
  - 南シナ海（フィリピン諸島）
  - 東シナ海（九州島と南西諸島）
  - 珊瑚海（ソロモン諸島）
- 大西洋の縁海
  - 北海（ブリテン諸島）
  - アイルランド海（アイルランド）
  - ケルト海
  - サルガッソ海（バミューダ諸島）
  - スコシア海（フエゴ島・南極半島・サウスジョージア島）
- インド洋の縁海
  - アンダマン海（アンダマン諸島とニコバル諸島）
  - ジャワ海
  - 紅海
- 北極海の縁海
  - ノルウェー海（グリーンランド）
  - バレンツ海（ノヴァヤゼムリャ）
  - カラ海（ノヴァヤゼムリャとセヴェルナヤ・ゼムリャ諸島）
  - ラプテフ海（セヴェルナヤ・ゼムリャ諸島とノヴォシビルスク諸島）
  - チュクチ海（ウランゲリ島）

フィリピン海やタスマン海を縁海に含むこともある。アラビア海は縁海に含まれない。